# Journal de Trévoux
Les Mémoires pour l’histoire des sciences et des beaux-arts recueillis par l’ordre de Son Altesse Sérénissime Monseigneur prince Souverain de Dombes ou Mémoires de Trévoux, plus connus sous le nom de Journal de Trévoux, sont un recueil de critique littéraire, puis scientifique, historique, géographique, ethnologique et religieux, fondé par des jésuites en 1701 à Trévoux, capitale de la principauté de Dombes, indépendante du royaume de France en tant que terre du Saint-Empire romain germanique.
Organe catholique dirigé contre les protestants, les jansénistes et les tenants des Lumières, le Journal de Trévoux suscite des réactions de ses adversaires, notamment de Voltaire, particulièrement sarcastique envers le « jésuite Berthier », un de ses rédacteurs. 
Au bout de trente-cinq années passées à Trévoux, le journal perd la confiance du prince de Dombes et est transféré à Paris (1734). En 1762, il subit le contrecoup de la décision royale d'expulser les Jésuites du royaume. 
En 1767, le journal est repris par les Génovéfains (chanoines de l'abbaye Sainte-Geneviève) et est prolongé avec difficulté jusqu'à sa disparition en 1782.

## Contexte

### La principauté de Dombes
Le pays de Dombes fait partie du Saint-Empire du fait qu'il est situé à l'est de la Saône, une des frontières assignées au royaume de Francie occidentale par le traité de Verdun (843).
Mais dès le XIIIe siècle, ce pays est détenu par de grandes familles françaises, successivement les sires de Beaujeu, les ducs de Bourbon, et, après une période d'occupation française (1523-1560) durant les guerres d'Italie, les Bourbon-Montpensier, qui en font une principauté souveraine. 
En 1693, la Dombes échoit au fils légitimé de Louis XIV, le duc du Maine Louis-Auguste de Bourbon. 
En 1762, un fils du duc du Maine cède la principauté à Louis XV, en échange de plusieurs fiefs dans le royaume de France. Elle est officiellement annexée au royaume en 1791 par l'Assemblée nationale constituante.

### La compagnie de Jésus
La compagnie de Jésus est fondée en 1539 par Ignace de Loyola, comme un instrument de lutte contre la Réforme au service exclusif de la papauté. 
Ses principaux moyens d'action sont l'enseignement (collèges jésuites) et la propagande (en liaison avec la congrégation pour la propagation de la foi, Congregatio de propaganda fide, créée en 1622).
D'abord dirigée contre la Réforme, la compagnie de Jésus doit tenir compte de nouveaux adversaires au XVIIe siècle (jansénistes, cartésiens) et au XVIIIe siècle (les divers courant de la pensée rationaliste des Lumières). 
L'inféodation de la compagnie à la papauté amène Louis XV, soutenu par les Parlements du royaume influencés par le jansénisme et partisans du gallicanisme, à expulser les Jésuites du royaume de France en 1763.

## Histoire du Journal de Trévoux

### Création (1701)
En 1696, trois ans après son avènement, le prince Louis-Auguste de Bourbon, fait transférer à Trévoux le parlement de Dombes, créé en 1523 par le roi de France, au début de l'occupation militaire, mais siégeant à Lyon (tout près de la Dombes, mais en France). Il fonde aussi une grande imprimerie dans la capitale de la principauté.
Les jésuites Michel Le Tellier et Jacques-Philippe Lallemant lui suggèrent de faire imprimer sous la direction de la compagnie un journal de recension scientifique, reproduisant « des extraits de tous les livres de sciences imprimés en France, en Espagne, en Italie, en Allemagne et dans les royaumes du Nord, en Hollande, en Angleterre, etc., en sorte que rien de ce qui s’imprime en Europe n’y soit oublié. » Ce projet concerne les livres publiés aussi bien dans des pays protestants (l'Angleterre, la « Hollande », c'est-à-dire les Provinces-Unies) que dans des pays catholiques.

### Premier numéro et épître dédicatoire
Le projet est accepté et la direction et composition du nouveau journal confiée aux jésuites. La publication débute en 1701.
Dans leur épître dédicatoire au prince de Dombes, les auteurs disent que l’imprimerie qu’il vient d’établir à Trévoux ne peut « être mieux employée qu’à donner au public un état fidèle de tout ce qui paraît de curieux chaque jour dans le monde, en quelque genre de science que ce soit ».
Le journal est conçu comme un contrefeu face au dynamisme des imprimeries des Provinces-Unies, qui éditent des livres dans différentes langues, notamment le français. 

### Évolution sous l'égide des Jésuites (1701-1767)
Le Journal de Trévoux est publié jusqu’en 1767 avec 265 volumes in-12°. 
Les principaux rédacteurs sont les jésuites Louis Bertrand Castel, qui y travailla trente ans, Jean-Antoine du Cerceau, Pierre Brumoy, Pierre-François-Xavier de Charlevoix, Guillaume François Berthier, François Catrou, Claude Buffier, Barthélemy Mercier de Saint-Léger, René Joseph de Tournemine, Rouillé, Merlin, Marquet, Tellier, Germon, etc.

#### Deuxième phase: à Paris (1734-1762)
En 1734, le Journal de Trévoux subit des changements. 
Un nouveau[pas clair] privilège du roi est accordé, au nom du père Rouillé, directeur. Il soumet la publication à l’approbation d’un censeur français, dont chaque numéro doit porter le visa. 
De son côté le prince de Dombes, fatigué, dit-on,[réf. nécessaire] des plaintes continuelles qu’on lui adresse contre le journal, refuse de renouveler son privilège, de sorte que ses rédacteurs sont obligés de s'installer à Paris, où ils le continuent jusqu’en 1762, c’est-à-dire jusqu’à l’expulsion des jésuites, date à laquelle ce journal faillit disparaître dans la débâcle de ses fondateurs.

#### Crise de 1762
On lit à ce sujet, le 16 mai 1762, dans les Mémoires secrets de Louis Petit de Bachaumont : « Trévoux, malgré les protestations du sieur Berthier, a encore paru ce mois-ci : sa tendresse paternelle n’a pu se porter à égorger ainsi un enfant chéri ; il continue pourtant à se refuser aux offres très obligeantes du chancelier. Ce magistrat suprême veut lui en conserver le privilège pour lui, ses hoirs mâles ou femelles, ses héritiers ou ayant-clause, etc. On a tâté l’abbé de La Porte : les libraires lui ont proposé de remplacer ce journaliste. Le modeste abbé a refusé, sentant combien il était inférieur pour ce rôle. On prétend que le général veut mettre en Italie le P. Berthier à la tête d’un journal. »
Le 21 juillet 1762, il écrit : « On s’aperçoit facilement que ce ne sont plus les mêmes coopérateurs qui travaillent au Journal de Trévoux : il n’est plus ni aussi bien écrit, ni aussi savamment discuté. On conçoit en général qu’il est impossible à des particuliers d’exécuter cet ouvrage périodique dans la même perfection que le faisaient les jésuites, et le P. Berthier en dernier lieu. Une bibliothèque immense, où vérifier à chaque instant les citations, des élèves sans nombre et pleins de talent qui travaillaient en sous-œuvre : comment rencontrer les mêmes secours ? À l’ultramontanisme près, qui perçait toujours par quelque part, on regrettera longtemps ce journal, qui dégénère et dégénérera de plus en plus. »

#### Direction de Jolivet (1763-1765) et période d'interruption (1765-1767)
La direction du Journal de Trévoux est donnée en 1763 à un médecin nommé Jolivet. 
À sa mort, survenue en 1765, le lieutenant général de police, Antoine de Sartine, et le chancelier, Guillaume de Lamoignon, envisagent de mettre fin à une publication qui végète et n’a plus vraiment de raison d’être. Ils sont bien aises, en outre, de relever le Journal des Savants, déjà très mécontent de l’introduction de la Gazette littéraire et de quelques autres feuilles qui empiétaient tous les jours sur son domaine.[pas clair]
Mais ils cèdent aux sollicitations des Génovéfains, qui en demandent la continuation, et en confient la rédaction à Barthélemy Mercier de Saint-Léger, abbé homme de lettres de beaucoup d’érudition qui avait un « génie caustique, propre à répandre le sel nécessaire à un pareil ouvrage ».

### Sous l'égide des Génovéfains (1767-1782)

#### Direction de l'abbé de Saint-Léger (1767-1776)
Ayant réussi à redonner quelque vie au journal, l’abbé de Saint-Léger le dirige jusqu’en 1776, date à laquelle il passe à l’abbé Aubert.

#### Direction de l'abbé Aubert (1776-1778)
Dans l’espoir de le régénérer, celui-ci le transforme deux ans après en une feuille aux allures plus jeunes, qui, « sans changer essentiellement de forme, devait contenir une infinité d’objets que comportait le titre, mais que les différentes mains par lesquelles il avait passé successivement en avaient écartés, par des raisons absolument étrangères au nouveau rédacteur. »
Les frères Jean et Jean-Louis Castilhon, qui le prennent ensuite, agrandissent le format (1776-1778[pas clair], 18 volumes grand in-12).

#### Direction du chevalier de Paulet (1778-1779)
La Correspondance secrète du 18 octobre 1777 rapporte qu’« Un officier de cavalerie, soutenu par le ministre de la guerre, vient de faire l’acquisition du Journal des Sciences et Beaux-Arts, si obscurément rédigé par M. de Castilhon. Il se propose de le faire faire avec plus d’éclat par une société de savants et de gens de lettres choisis qu’il s’est associés, et il destine le produit de ce journal à augmenter l’établissement d’une maison d’éducation qu’il vient de fonder à ses dépens, sous la protection du roi, pour élever des enfants de soldats et de pauvres orphelins, etc., et leur donner toutes les connaissances nécessaires à l’état qu’ils voudront embrasser, en quelque genre que ce soit. Cet officier bienfaisant se nomme M. le chevalier du Paulet. »
Et à la date du 8 novembre suivant : « On vient de publier le nouveau plan du Journal des Sciences et des Beaux-Arts. Un militaire en a acquis le privilège et s’est associé plusieurs gens de lettres qui se proposent de tirer de l’obscurité cet ouvrage périodique jadis célèbre. Tout le monde sait qu’il a remplacé le Journal de Trévoux, qui était entre les mains des jésuites. Les calembours de M. Castilhon n’avaient pas eu le même succès que le sérieux des bons Pères, et le nombre des souscripteurs était tombé à deux cents. Les nouveaux auteurs, tous connus avantageusement dans différents genres, sont bien propres à rendre à ce journal l’éclat nécessaire pour être distingué au milieu d’un grand nombre de productions rivales. Je ne dis pas assez, car, en vérité, un journal pourrait être médiocre et l’emporter encore sur ceux dont nous sommes inondés. Au reste, on assure que le nombre en sera diminué au renouvellement de l’année. »
Les efforts de Paulet ne donnent rien et, en 1779, il doit se résoudre à changer le titre de son journal et à lui donner un autre rédacteur en chef : « On sait que le Journal de Trévoux, depuis la destruction des jésuites, a passé dans différentes mains et n’a fait que se détériorer. Il semble qu’il était réservé à un ex-jésuite de le réparer et de lui rendre son lustre : ce que vient de faire M. l’abbé Grosier, qui, brouillé avec Fréron, a pris la direction de ce journal, sous le titre de Journal de Littérature, des Sciences et des Arts. Pour lui donner plus de véhicule par plus de fraîcheur, il a imaginé de le distribuer par cahiers, comme le Mercure, de dix jours en dix jours. Il a aussi tenté d’y insérer des nouvelles politiques, en s’écrivant ou se faisant écrire des lettres ; mais le sieur Panckoucke n’a pas été dupe de cette ruse : il s’est plaint au garde des sceaux, et le premier journal a été condamné à lui payer un tribut considérable s’il voulait parler politique. C’est un chevalier Paulet qui est à la tête de l’entreprise, et donne cent louis à l’abbé Grosier, et le surplus du bénéfice doit tourner au profit d’un établissement nouveau du curé de Saint-Sulpice. ». 

#### Direction de l'abbé Grosier (1779-1782)
L’abbé Grosier prolonge encore l’existence du journal, sous son nouveau titre, jusqu’à la date de sa disparition définitive, en 1782.

## Contenu

### La lutte contre les adversaires du catholicisme romain
Il est consacré à la défense de la religion catholique et à la lutte contre ses ennemis : protestants, mais aussi jansénistes parlementaires des Nouvelles ecclésiastiques, et par la suite les différents courants des Lumières, notamment les auteurs réunis autour de l'Encyclopédie de Denis Diderot. 
Cet objectif est exprimé dans le numéro de janvier 1712 : « Le grand cours des journaux hérétiques fit naître à M. le duc du Maine l’idée d’un journal où l’on eût principalement en vue la défense de la religion, et il choisit les jésuites de Paris pour l’exécution de ce dessein. » Ceux-ci avaient déjà, d’ailleurs, laissé percer leur pensée dans leur premier avertissement, où ils annonçaient qu’ils ne prendraient point de parti dans leur journal, « excepté quand il s’agira de la religion, des bonnes mœurs ou de l’État, en quoi il n’est jamais permis d’être neutre. »
Ce programme est réitéré, en janvier dans un autre avertissement 1708 : « Dans ce dessein où nous sommes d’attaquer sans ménagements les ennemis déclarés de la religion, et de démasquer ses ennemis cachés, nous devons nous attendre à tous les effets de leur ressentiment. Mais rien ne nous détournera de notre dessein. Appliqués à remplir les intentions de S. À. S., nous négligerons les plaintes injustes de ceux que nous n’aurons pas assez loués, et les mouvements de ceux qui voudront empêcher qu’on ne nous loue… Cependant la diversité de religion ne nous empêchera pas de rendre justice à l’esprit, à la doctrine et aux travaux des savants étrangers : nous haïssons l’erreur, il est vrai, mais non pas d’une haine aveugle, qui refuse de voir dans l’hérétique ce qu’il a d’estimable. » La polémique religieuse ne se substitua pas, mais s’associa de fait aux critiques littéraires et aux comptes rendus scientifiques.

### Principes rédactionnels
Le Journal de Trévoux avait placé une boîte à la porte de l’imprimerie pour recevoir les articles qu’on voudrait bien lui faire parvenir, mais les rédacteurs avaient eu soin de prévenir qu’ils n’entendaient nullement se rendre garants du contenu des pièces, lettres ou dissertations qui leur seraient adressées, ni en prendre la défense contre ceux qui voudraient les réfuter, non plus que des livres dont ils donnaient des extraits. De même, lorsqu’il leur arrivait de se tromper, les rédacteurs de ce journal n’hésitaient pas à réparer leur erreur, non seulement de fait mais même d’appréciation, dès qu’elle leur était signalée.[pas clair]
Dans un premier temps, les rédacteurs du Journal de Trévoux invitent les auteurs à rédiger eux-mêmes les extraits de leurs ouvrages. Ils écrivent (1701) : « Personne, ordinairement parlant, n’est capable de faire mieux l’extrait d’un livre que celui qui l’a composé ; et d’ailleurs, un auteur pourrait craindre quelquefois qu’un autre faisant l’extrait de son livre, ne le fît pas parler et penser aussi bien qu’il croirait l’avoir fait. »
Mais ils changent d'avis dans les années suivantes. Dans l’avertissement de 1712, ils  écrivent que « nulle considération ne leur fera insérer dans leur publication des extraits faits par l’auteur. C’est une fidélité que nous devons au public notre juge : un rapporteur manque à son devoir quand il se fie aux parties de l’extrait d’une cause ».
Ils ont également commencé par promettre de rapporter les différends qui pourraient s’élever entre des savants, mais en se bornant à exposer les raisons de chaque partie, sans prendre eux-mêmes parti. Mais en 1712, ils annoncent la fin de ce système d’abstention, cherchant en fait à se justifier de s’en être souvent écartés : « Nous ne pouvons nous dispenser de mêler de la critique dans nos extraits : agir autrement, ce serait manquer à nos devoirs les plus essentiels ; ce serait trahir les lecteurs qui nous prennent pour guides dans la connaissance des livres, que de les laisser séduire par des titres imposants, que de leur cacher les écueils où ils donneront infailliblement. Réduits indispensablement à insinuer les défauts des livres dont nous parlons, nous mettrons notre application à tempérer une critique nécessaire par tout ce qui la peut rendre moins sensible aux auteurs. Nous joignons si souvent les louanges aux reproches que nos éloges les plus sincères en sont devenus suspects. »
Ils ne respectent pas toujours ces engagements : dans leur avertissement de 1734, les rédacteurs eux-mêmes semble reconnaitre qu'ils n'ont pas toujours été impartiaux, écrivant : « L’esprit de partialité est un écueil dangereux où bien des journaux ont échoué. »
Depuis cette époque, le journal fut écrit avec plus de politesse et de modération et, en même temps, avec plus de soin et plus de goût[réf. nécessaire].

## Réactions d'adversaires du journal

### Réimpressions critiques aux Provinces-Unies (1701-1705)
Les rédacteurs du Journal de Trévoux s’attirent dès le début les critiques les plus vives. Aux Provinces-Unies, on réimprime même leurs Mémoires dans le but « d’offrir aux auteurs qui croiraient avoir été maltraités un champ ouvert pour se défendre ». Cette réimpression, en 9 volumes in-octavo, avec des réponses aux critiques du Journal de Trévoux, s’arrête au numéro de juin 1705.

### Voltaire et le père Berthier
À l'époque des Lumières, Voltaire compte au nombre des adversaires du journal, qu'il évoque même dans son poème sur Jeanne d'Arc, La Pucelle d'Orléans. 
Il poursuit particulièrement de ses sarcasmes le père Berthier, notamment dans sa Relation de la maladie, de la confession, de la mort et de l’apparition du jésuite Berthier. Dans ce conte satirique, il raconte comment Berthier, voyageant dans une voiture transportant des liasses du Journal de Trévoux, tombe en catalepsie victime d'un « effet soporifique » insurmontable, dont il finit par mourir, malgré l'apport dans sa chambre, sur ordre des médecins, de volumes de l'Encyclopédie.

### Jean-Baptiste Rousseau
De même, le poète Jean-Baptiste Rousseau écrit :
Petits auteurs d’un fort mauvais journal,
Qui d’Apollon vous croyez les apôtres,
Pour Dieu ! tâchez d’écrire un peu moins mal,
Ou taisez-vous sur les écrits des autres.
Vous vous tuez à chercher dans les nôtres
De quoi blâmer, et l’y trouvez très-bien :
Nous, au rebours, nous cherchons dans les vôtres
De quoi louer, et nous n’y trouvons rien.

## Jugements favorables
« Les auteurs de ce journal, a dit l’abbé Desfontaines, sont constants à louer tous les ouvrages de ceux qu’ils affectionnent ; et pour éviter une froide monotonie, ils exercent quelquefois la critique sur des écrivains à qui rien ne les oblige de faire grâce. Je ne déciderai point si en donnant des preuves de la bonté de leur cœur, ils en donnent également de celle de leur esprit, et si les éloges et le blâme sont toujours équitablement appliqués. Leurs analyses plairaient sans exception aux esprits désintéressés, s’ils s’éloignaient tant soit peu du plan qu’ils ont suivi jusqu’ici. Du reste, il y a dans ces Mémoires de solides réflexions, des observations curieuses et de savantes dissertations. »
« Quelque mépris qu’aient affecté pour ce journal, dit Meusnier de Querlon, des écrivains intéressés à décrier un ouvrage qui décelait leurs erreurs, leurs ignorances, leurs sophismes, leurs plagiats, leurs bévues, qui sans cesse contreminait les ennemis de la religion et les corrupteurs des bonnes lettres, c’était le meilleur journal de France, le plus instructif, le mieux fait, le mieux écrit et le plus utile ; il se distinguait des autres par l’érudition, les recherches, la bonne critique, et même par les agréments répandus sur certaines matières. »

## Éditions

### Édition officielle
- Journal de Trévoux ou Mémoires pour servir à l’histoire des sciences et des arts, 1701, Genève, Slatkine Reprints, 1969 [lire en ligne]

### Contrefaçons et reproductions
Les Mémoires de Trévoux furent, dès leur origine, reproduits ou contrefaits en Hollande, conjointement avec le Journal des savants, et il a paru en outre, dans le même pays, un Supplément aux Journaux des savants et de Trévoux (Amsterdam, 1758, in-12). Une collection du Journal de Trévoux, composée de 878 parties, en 265 vol., petit in-12 a été compilée. On y joint ordinairement les recueils suivants, qui sont considérés comme y faisant suite : Journal des Sciences et des Beaux-Arts, par l’abbé Aubert, 1768-1775, à raison de 4 vol. pet. in-12 par année, non compris les suppléments ; Journal des Sciences et des Beaux-Arts, par les frères Castilhon, 1776-1778, 18 vol. gr. in-12. ; Journal de Littérature, des Sciences et des Arts par l’abbé Grosier, 1779-1782. En 1771, Alletz a publié un recueil des Esprit des journalistes de Trévoux, dont Meusnier de Querlon a dit : « C’est une réunion d’excellents traits de littérature et de critique, de jugements propres à former l’esprit et le goût de bons préceptes pour tous les genres d’écrire, de saines maximes de morale, etc., répandus dans 800 volumes que peu de personnes sont en état de fouiller. »

### Sources
- Eugène Hatin, Histoire politique et littéraire de la presse en France, Paris, Poulet-Malassis et De Broise, 1859, p. 261-80.
- Gustave Vapereau, Dictionnaire universel des littératures, Paris, Hachette, 1876, p. 1990.